# Christoph Sahner
Christoph Sahner (* 23. September 1963 in Illingen) ist ein ehemaliger deutscher Leichtathlet in der Disziplin Hammerwurf. Als Olympiateilnehmer trat er für die Bundesrepublik an. Bei einer Körpergröße von 1,80 m betrug sein Wettkampfgewicht 98 kg.
Sahner gewann 1981 bei den Junioreneuropameisterschaften Gold. 1985 und 1986 war er Deutscher Meister. 1985 stellte er mit 81,56 m einen deutschen Rekord auf. Seine persönliche Bestleistung aus dem Jahr 1988 liegt bei 81,78 m. 
Heute ist Sahner Hammerwurf-Landestrainer des Saarlands.

## Erfolge im Einzelnen
- 1981 Platz 1 mit 68,92 m bei den Junioreneuropameisterschaften
- 1983 Platz 11 mit 72,86 m bei den Weltmeisterschaften
- 1986 Platz 8 mit 77,12 m bei den Europameisterschaften
- 1987 Platz 4 mit 80,58 m bei den Weltmeisterschaften

Bei den Olympischen Spielen 1984 qualifizierte sich Sahner zwar für das Finale, hatte dort aber keinen gültigen Versuch. 1988 scheiterte Sahner in der Qualifikation.